# Стари Лец
Стари Лец је насеље у општини Пландиште, у Јужнобанатском округу, у Србији. Према попису из 2022. било је 825 становника.
Овде се налазе Дворац Јагодић, Дворац Капетаново и два дворца породице Данијел.

## Историја
У току историје, Стари Лец мења своје име неколико пута назив места.
- Године:
- 1333 —
- 1338 — Löcs (Лећ)
- 1838 — мађ
- 1891 — мађ
- 1919 — Стари Летц

Име овог насеља је од српске речи „леће“ (нем Linse -ср сочиво).
Године 1666. постојало је село "Лец" у којем је поп Станислав био једини приложник скупљачима прилога за обнову српског манастира Пећке патријаршије.
Касније, за време Турака Лећ је опустошен, па се помиње као стара пустара у панчевачком диштрикту Лудвиг Барач један од закупаца старолецког пољског добра 1838. године на једном делу пустаре населили су Бугаре, који су своју нову колонију назвали по оснивачу Baráchháza Ова насеобина је имала 1839. године 426 становника, али је овај број до 1848. године спао на 272 становника. Током 19. века, Мађари, Немци, Словаци, настанили су се у селу. Дана 4. маја 1889. године отворена је железничка станица. А 1891. године добила је насеобина пошту и нову школу.
Популација кроз историју.
| Година     | 1869 | 1880. | 1890. | 1900. | 1910. | 1921. |
| Становника | 559  | 362   | 451   | 553   | 1.145 | 1.011 |
| Срба       | -    | ?     | ?     | ?     | ?     | 138   |
| Румуна     | -    | ?     | ?     | ?     | ?     | ?     |
| Немаца     | -    | ?     | ?     | ?     | ?     | 290   |
| Мађара     | -    | ?     | ?     | ?     | ?     | 426   |

## Дом за душевно оболела лица „1. октобар“
У Старом Лецу се налази Дом за душевно оболела лица „1. октобар“. Након Другог светског рата, на имању старог каштела отворен је смештај за ратну сирочад. Током 1956. отворен је Дом за старе, у који су 1967. почели да стижу и душевни болесници. Током 80их установа мења назив у „Радну организацију за збрињавање трајно неспособних лица", а 90их постаје „Дом за душевно оболела лица“. Током 2024. пацијенти дома су чинили 2/3 становника Старог Леца. Део пацијената има пропусницу за излазак до села.

## Демографија
У насељу Стари Лец живи 1019 пунолетних становника, а просечна старост становништва износи 48,5 година (47,0 код мушкараца и 50,3 код жена). У насељу има 205 домаћинстава, а просечан број чланова по домаћинству је 2,51.
Ово насеље је углавном насељено Србима (према попису из 2002. године).
|  |

| Демографија | Демографија | Демографија |
| Година      | Становника  | Становника  |
| ----------- | ----------- | ----------- |
| 1948.       | 1.446       |             |
| 1953.       | 1.463       |             |
| 1961.       | 1.406       |             |
| 1971.       | 1.236       |             |
| 1981.       | 1.341       |             |
| 1991.       | 1.031       | 1.020       |
| 2002.       | 1.094       | 1.098       |
| 2011.       | 963         |             |

| Етнички састав према попису из 2002.‍ | Етнички састав према попису из 2002.‍ | Етнички састав према попису из 2002.‍ | Етнички састав према попису из 2002.‍ | Етнички састав према попису из 2002.‍ |
| ------------------------------------ | ------------------------------------ | ------------------------------------ | ------------------------------------ | ------------------------------------ |
|                                      |                                      |                                      |                                      |                                      |
| Срби                                 | Срби                                 |                                      | 791                                  | 72,30%                               |
| Мађари                               | Мађари                               |                                      | 156                                  | 14,25%                               |
| Хрвати                               | Хрвати                               |                                      | 20                                   | 1,82%                                |
| Македонци                            | Македонци                            |                                      | 20                                   | 1,82%                                |
| Словаци                              | Словаци                              |                                      | 9                                    | 0,82%                                |
| Бугари                               | Бугари                               |                                      | 9                                    | 0,82%                                |
| Румуни                               | Румуни                               |                                      | 8                                    | 0,73%                                |
| Југословени                          | Југословени                          |                                      | 8                                    | 0,73%                                |
| Муслимани                            | Муслимани                            |                                      | 6                                    | 0,54%                                |
| Русини                               | Русини                               |                                      | 5                                    | 0,45%                                |
| Немци                                | Немци                                |                                      | 5                                    | 0,45%                                |
| Роми                                 | Роми                                 |                                      | 3                                    | 0,27%                                |
| Албанци                              | Албанци                              |                                      | 3                                    | 0,27%                                |
| Словенци                             | Словенци                             |                                      | 1                                    | 0,09%                                |
| Руси                                 | Руси                                 |                                      | 1                                    | 0,09%                                |
| непознато                            | непознато                            |                                      | 3                                    | 0,27%                                |

| Година пописа     | 1948. | 1953. | 1961. | 1971. | 1981. | 1991. | 2002. |
| ----------------- | ----- | ----- | ----- | ----- | ----- | ----- | ----- |
| Број домаћинстава | 354   | 359   | 364   | 313   | 296   | 212   | 205   |

| Број чланова      | 1  | 2  | 3  | 4  | 5 | 6 | 7 | 8 | 9 | 10 и више | Просек |
| ----------------- | -- | -- | -- | -- | - | - | - | - | - | --------- | ------ |
| Број домаћинстава | 56 | 61 | 44 | 27 | 8 | 7 | 2 | 0 | 0 | 0         | 2,51   |

| Пол    | Укупно | Неожењен/Неудата | Ожењен/Удата | Удовац/Удовица | Разведен/Разведена | Непознато |
| ------ | ------ | ---------------- | ------------ | -------------- | ------------------ | --------- |
| Мушки  | 578    | 343              | 150          | 26             | 55                 | 4         |
| Женски | 452    | 160              | 150          | 76             | 65                 | 1         |
| УКУПНО | 1.030  | 503              | 300          | 102            | 120                | 5         |

| Пол    | Укупно                    | Пољопривреда, лов и шумарство | Рибарство                            | Вађење руде и камена | Прерађивачка индустрија       |
| ------ | ------------------------- | ----------------------------- | ------------------------------------ | -------------------- | ----------------------------- |
| Мушки  | 106                       | 57                            | 0                                    | 0                    | 9                             |
| Женски | 69                        | 13                            | 0                                    | 0                    | 3                             |
| УКУПНО | 175                       | 70                            | 0                                    | 0                    | 12                            |
| Пол    | Производња и снабдевање   | Грађевинарство                | Трговина                             | Хотели и ресторани   | Саобраћај, складиштење и везе |
| Мушки  | 0                         | 3                             | 5                                    | 2                    | 4                             |
| Женски | 0                         | 0                             | 2                                    | 1                    | 1                             |
| УКУПНО | 0                         | 3                             | 7                                    | 3                    | 5                             |
| Пол    | Финансијско посредовање   | Некретнине                    | Државна управа и одбрана             | Образовање           | Здравствени и социјални рад   |
| Мушки  | 5                         | 0                             | 0                                    | 0                    | 17                            |
| Женски | 0                         | 0                             | 0                                    | 0                    | 47                            |
| УКУПНО | 5                         | 0                             | 0                                    | 0                    | 64                            |
| Пол    | Остале услужне активности | Приватна домаћинства          | Екстериторијалне организације и тела | Непознато            | Непознато                     |
| Мушки  | 0                         | 0                             | 0                                    | 4                    | 4                             |
| Женски | 0                         | 0                             | 0                                    | 2                    | 2                             |
| УКУПНО | 0                         | 0                             | 0                                    | 6                    | 6                             |